# Locomotive Breath
Singles de Jethro Tull
Hymn 43
(1971) Life is a Long Song
(1971)
Locomotive Breath est une chanson du groupe de rock britannique Jethro Tull extraite de leur quatrième album studio, Aqualung, sorti en mars 1971. Elle se distingue par une longue introduction au piano bluesy (en particulier lors de concerts) et à son solo de flûte par Ian Anderson. La chanson est fréquemment diffusée par les stations de radio de rock classique et est utilisée par Ring of Honor pour ouvrir leurs événements en direct et les spectateurs présents lors des shows à la maison et des enregistrements télévisés.
La chanson a été plusieurs fois publiée en single en Amérique du Nord et en Europe continentale, mais pas au Royaume-Uni,,,,,,. Aux États-Unis, elle a atteint la 62e place du Billboard Hot 100 américain en mars 1976.

## Composition
La chanson est écrite par Ian Anderson. L'enregistrement de Jethro Tull a été produit par Anderson et Terry Ellis.

## Production
La chanson a été enregistrée de manière assez inhabituelle pour l'époque la piste entière a été reconstituée à partir d’overdubs; la plupart des parties de la chanson ont été enregistrées séparément. Ian Anderson a joué de la flûte traversière et chanté, en plus de la grosse caisse, du charleston, de la guitare acoustique et de quelques parties de guitare électrique. Les parties de piano de John Evan ont ensuite été enregistrées; Clive Bunker a ajouté le reste de la batterie et Martin Barre a terminé les parties de guitare électrique. Tous ces enregistrements ont été superposés les uns sur les autres car Anderson avait du mal à communiquer ses idées musicales sur la chanson aux autres membres du groupe.
La composition est conçue pour ressembler à un train qui crépite. Anderson dit parfois un mot comme "Oh-OH!" dans le style de "Tous à bord!" comme crié par les chefs de train.
Lors de certains concerts, la chanson s'inscrivait dans la finale de Pomp and Circumstance, généralement pour mettre fin au concert, ou encore lors d'un rappel.

## Personnel
- Ian Anderson - Flûte, Grosse caisse, Charleston, Guitare acoustique, Guitare électrique
- Martin Barre - Guitare électrique
- Jeffrey Hammond - Basse
- John Evan - Piano
- Clive Bunker - Batterie

## Reprises
Locomotive Breath a été repris par Rabbitt (avec Trevor Rabin) sur leur album de 1975 Boys Will Be Boys, aussi par le groupe rock psychédélique indien Atomic Forest en 1972, par le groupe disco Cat Gang en 1983, par W.A.S.P. sur la réédition de leur album The Headless Children de 1989 (en tant que chanson bonus), Styx l'ont aussi repris sur leur album de 2005 Big Bang Theory et finalement le groupe heavy métal Helloween sur leur album 1999, Metal Jukebox. Le groupe de rock suédois Locomotive Breath, formé en 1995 par Janne Stark, tire son nom de la chanson. En 2018, le groupe de rock Höffmänn a repris cette chanson.